# Grusonia
Grusonia es un género  de plantas fanerógamas perteneciente a la familia Cactaceae. Comprende 8 especies descritas y de estas, solo 3 aceptadas.
Algunos autores difieren en los límites precisos del género, donde algunas especies han sido incluido en Cylindropuntia.

## Taxonomía
El género fue descrito por Karl Moritz Schumann y publicado en Monatsschrift für Kakteenkunde 4: 110. 1894.
Etimología
Grusonia: nombre genérico que fue otorgado en honor del inventor y empresario alemán Hermann Gruson.

## Especies aceptadas
A continuación se brinda un listado de las especies del género Grusonia aceptadas hasta abril de 2015, ordenadas alfabéticamente. Para cada una se indica el nombre binomial seguido del autor, abreviado según las convenciones y usos.	 
- Grusonia bradtiana (Coult.) Britton & Rose
- Grusonia densispina (Ralston & Hilsenb.) Pinkava
- Grusonia robertsii Rebman